# Balanța (companie)
Balanța Sibiu a fost o companie producătoare de aparate de măsură a greutății din România.
Compania a avut ca obiect de activitate proiectarea, producția, comercializarea, import-export, inginerie, consulting, servicii în domeniile echipamentelor pentru măsurare mase, instalații de dozare și cântărire, aparate pentru verificarea durității, utilaje de ambalat destinate industriei alimentare.
Principalii acționari ai companiei au fost Eftimie Costeiu, fost director general al societății și ulterior, între 1999-2014, patron, cu 67,84% din acțiuni, și Asociația Salariaților cu 17,61%.
Balanța Sibiu  a făcut parte parte din grupul de firme Balanța (din care au mai făcut parte Avicola Cristian și Agroindustriala SA).
În anul 2006, Balanța Sibiu acoperea 80 la sută din piața românească de profil.
Număr de angajați:
- 2010: 114[3]
- 2009: 156[3]
- 2016: a fost declarat în mod oficial falimentul firmei.[necesită citare]

Cifra de afaceri:
- 2008: 9,4 milioane lei (2,5 milioane euro)[2]
- 2007: 10,2 milioane lei[2]
- 2005: 15 milioane lei (4,3 milioane euro)[1]

## Istoric
Balanța Sibiu a fost fondată în 1896 sub numele de Fabrica de Cântare Hess, sub patronajul lui Ludwig Hess, fiind cea mai veche companie de profil din România.
În 1930, firma s-a transformat într-o societate cu nume colectiv (SINC) numită „Victor Hess - Prima fabrică de cântare din România SINC”.
Fabrica avea 150 de salariați și producea cântare pentru orice întrebuințare, de la cele simple la cele etalon, cântare de cale ferată, cu desfacere în țară și în străinătate, în special în țările balcanice.
În 1937, compania a fost reorganizată, prin capitalizare, devenind Uzinele Hess Sibiu.
După naționalizare, își schimbă numele în Uzina Balanța.
În acea perioadă, politica de industrializare a determinat extinderea gamei de produse, Uzina Balanța devenind principalul producător al aparatelor de cântărit din fostul CAER.